# Julia Ward Howe
Pour les articles homonymes, voir Howe.
Julia Ward Howe (27 mai 1819 – 17 octobre 1910) est une militante abolitionniste et poétesse américaine, rendue célèbre par son texte de The Battle Hymn of the Republic.

## Biographie
Née Julia Ward à New York, elle est la quatrième des sept enfants de Samuel Ward (1er mai 1786– 27 novembre 1839) et Julia Rush Cutler. Son père est banquier à Wall Street et calviniste. Sa mère est la poétesse Julia Rush Cutler. Elle meurt lorsque Julia a cinq ans. 
Elle bénéficie d'une bonne éducation avec des professeurs particuliers mais aussi dans une école pour jeune fille jusqu'à ses seize ans. Dès l'enfance, Julia apprend alors plusieurs langues : italien, français, allemand, et grec. Son grand frère, Samuel Cutler Ward, grâce à ses voyages à travers l'Europe, s'est constitué sa propre bibliothèque, à laquelle Julia avait accès. Certains de ces livres sont en complète contradiction avec le calvinisme de son père. Elle acquiert alors l'ambition de devenir écrivaine et penseuse. Toujours grâce à son grand frère, elle rencontrera Charles Dickens, Charles Sumner, ou encore Margaret Fuller. 
En 1839, son père meurt et elle déménage avec ses deux sœurs dans la maison de leur grand frère. Ce dernier s'est récemment marié avec Emily Astor, la petite fille de John Jacob Astor et introduit ses sœurs à la société new-yorkaise.
En avril 1843, Julia rencontre Samuel Gridley Howe et se marie peu après avec lui. Ils auront ensemble 6 enfants : Julia Romana Howe (1844–1886), Florence Marion Howe (1845–1922), Henry Marion Howe (1848–1922), Laura Elizabeth Howe (1850–1943), Maud Howe (1855–1948), et Samuel Gridley Howe, Jr. (1859–1863). Elle élèvera ses enfants à South Boston, cachant son mariage malheureux. Ses textes feront d'ailleurs beaucoup d'allusions à ce mariage. En 1852, ils se séparent même quelque temps. 
En novembre 1861, elle visite Washington avec son mari et rencontre Abraham Lincoln à la Maison Blanche. C'est durant ce voyage qu'un de leur ami, James Freeman Clarke, suggère à Julia d'écrire de nouvelle parole pour la musique John Brown's Body. Elle écrira alors une version plus littéraire des paroles, qui deviendra,The Battle Hymn of the Republic et sera publiée en février 1862. Il deviendra l'un des chants les plus populaires durant la Guerre de Sécession. 
Après cette guerre, elle défendra plusieurs causes comme le pacifisme, l’abolition de l'esclavage ou encore le droit de vote des femmes. En 1868, elle aidera à créer la New England Woman Suffrage Association, dont elle sera la présidente pendant 9 ans avec Lucy Stone. 
En 1876, son mari meurt et elle découvre que l'argent, dont il avait eu le contrôle en devenant son mari, avait quasiment disparu à cause de mauvais investissements. En 1876, elle fondera Association of American Women, qui défend l'éducation des femmes, et en sera la présidente jusqu’en 1897. En 1872, elle devient l'éditeur de Woman's Journal, un magazine américain traitant des droits des femmes, auquel elle contribuera pendant près de vingt ans. La même année, elle écrit Appeal to womanhood throughout the world, plus tard connu sous le nom de Mother's Day Proclamation, qui demande à toutes les femmes du monde de se rejoindre pour la paix dans le monde. Elle écrira d'ailleurs jusqu'à sa mort. 
En 1881, elle est élue présidente de l'Association for the Advancement of Women (en). Elle fera partie de nombreuses autres associations dont New England Woman Suffrage Association qu'elle présidera de nouveau de 1893 à sa mort. En 1908, elle devient la première femme élu à l'Académie américaine des Arts et des Lettres. 
Elle meurt d'une pneumonie le 17 octobre 1910 dans sa maison de Portsmouth. Elle est enterrée au cimetière de Mount Auburn à Cambridge. Après sa mort, ses enfants collaborent pour écrire sa biographie, publiée en 1916.

## Hommage
- Elle est inscrite au National Women's Hall of Fame.
- Elle est introduite au Songwriters Hall of Fame